# Dragon Quest IV: Le cronache dei prescelti
Dragon Quest: Le cronache dei Prescelti (ドラゴンクエストIV 導かれし者たち?, Doragon Kuesuto Fō Michibikareshi Monotachi, let. "Dragon Quest IV: Coloro che vengono guidati"), è un videogioco JRPG uscito nel 1990 in Giappone per la console Famicom di Nintendo, e in Nord America per NES nell'ottobre 1992. Il gioco ha avuto due remake: uno nel 2001 per PlayStation e uno nel 2007 per Nintendo DS, quest'ultimo uscito anche in Europa (il titolo italiano venne introdotto solo in questa versione).
È il primo capitolo della trilogia di Zenithia.

## Trama
Dragon Quest IV si differenzia dai capitoli precedenti, per offrire al giocatore una trama dallo svolgimento non lineare, divisa in cinque capitoli, ognuno dedicato a un personaggio in particolare, protagonista della vicenda narrata. Si verranno così a creare varie sottotrame, le quali si congiungeranno nella parte finale del gioco. 
- Capitolo 1: Gagliardo De' Guglielmi e lo strano caso dei bambini scomparsi: protagonista del capitolo, è il cavaliere Gagliardo De' Guglielmi (Ragnar McRyan, nella versione americana), il quale è in missione per conto del Re, per indagare sulla misteriosa scomparsa di alcuni bambini.
- Capitolo 2: Il lungo viaggio di Alena verso il torneo: protagonista del capitolo, è la principessa Alena, la quale lascia il suo regno in cerca di avventure, cercando di diventare più forte. Nel corso della sua avventura, incapperà in un villaggio minacciato costantemente da un terribile mostro, il quale pretende dalla popolazione sacrifici umani.
- Capitolo 3: Il sogno di Baldo: la vicenda narrata nel capitolo ruota attorno a Baldo (Torneko Taloon, nella versione americana), un commerciante d'armi che lascia la propria casa, inseguendo il sogno di diventare il migliore nel suo mestiere.
- Capitolo 4: Myra e Maya e il mistero di Malaparata: il capitolo racconta la storia delle sorelle Myra (Meena, nella versione americana) e Maya, rispettivamente una chiaroveggente e una ballerina, in cerca di Balzack, un uomo che ha ucciso loro il padre.
- Capitolo 5: La sfida dei prescelti: in questo capitolo, si farà finalmente la conoscenza dell'eroe principale del gioco, cui nome sarà deciso dal giocatore, il quale, nel corso della propria avventura, si troverà ad incontrare tutti i personaggi protagonisti dei precedenti quattro capitoli, creando così un intreccio di trama non comune per un gioco di ruolo giapponese dell'epoca. Questo è inoltre il capitolo più lungo di tutto il gioco, nonché il finale, nella versione per NES.
- Capitolo 6: Il capitolo perduto: esclusivo del remake per PlayStation e Nintendo DS, si sblocca dopo aver terminato il Capitolo 5. In questo capitolo, ambientato poco prima che il gruppo affronti Psaro a Nadiria, un terremoto apre una grande voragine all'Azimut che porta nel dungeon segreto: qui i protagonisti si scontrano con Hovo e Galinho, due ossessionati, uno delle uova e l'altro delle galline, che sono sempre in conflitto per decidere quale delle due sia più importante. Sconfitti, i due fanno in modo che sopra Yggdrasil appaia un fiore in grado di ridare la vita ai morti. I protagonisti così resuscitano Rosa, uccisa da Aamon a Col Rosato, e grazie a lei riportano Psaro alla normalità. Unitosi al gruppo, Psaro capisce che dietro a tutto questo c'era Aamon, che, nonostante sia stato sconfitto a Nadiria, è sopravvissuto, prendendo infatti il posto di Psaro all'Antro del Male. Scoperto che Psaro non è stato sconfitto come sperava, Aamon rivela che uccidere Rosa era solo una piccola parte del suo piano, che prevedeva infatti l'ormai trasformato Psaro il Massacratore uccidersi a vicenda con i protagonisti per permettere ad Aamon di prendere il potere. Il sacerdote però viene ucciso dai protagonisti, e la pace finalmente ritorna nel mondo.

## Modalità di gioco
Dragon Quest IV basa il suo gameplay su quello dei classici giochi di ruolo alla giapponese, tipico dei precedenti capitoli della serie, con combattimenti a turni contro avversità incontrate casualmente esplorando la vasta mappa di gioco, vari oggetti sparsi per il mondo da collezionare, un gruppo di eroi, comandato dal giocatore, da potenziare attraverso il ritrovamento o l'acquisto di nuovi oggetti, o facendolo salire di livello lottando contro i nemici, e tante città e dungeon da esplorare. 

## Altri media

### Manga
Dragon Quest: Princess Alena è un manga in cinque volumi, basato sugli eventi del gioco riguardanti il personaggio della principessa Alena.

### Colonna sonora
La colonna sonora fu composta da Kōichi Sugiyama, e pubblicata nel 1990 in un album dal titolo Dragon Quest IV ~The People Are Shown the Way~ Symphonic Suite. Di seguito, la lista tracce:
- 1. "Overture"   1:55
- 2. "Minuet"   3:07
- 3. "Comrades"   10:28
- 4. "In a Town"   8:16
- 5. "Homeland ~ Wagon Wheels' March"   5:58
- 6. "Frightening Dungeons ~ Cursed Towers'"   5:19
- 7. "Elegy ~ Mysterious Shrine"   5:03
- 8. "Balloon's Flight"   4:32
- 9. "Sea Breeze"   4:31
- 10. "The Unknown Castle"   4:37
- 11. "Battle for the Glory"   7:51
- 12. "The End"   5:12

## Accoglienza
| Testata | Versione | Giudizio |
| ------- | -------- | -------- |
| Famitsū | FC       | 37/40    |
| IGN     | DS       | 8/10     |
| GameSpy | DS       | 4/5      |
| 1UP.com | DS       | B+       |

La versione per PlayStation del gioco fu il quarto gioco più venduto in Giappone nel 2001, con 1,2 milioni di unità piazzate. Il remake per Nintendo DS vendette 1.15 milioni di unità in Giappone, e 1.46 milioni nel mondo.

### Riconoscimenti
- Nel 1993, Nintendo Power definì Dragon Quest IV il secondo miglior gioco dell'anno, e la miglior sfida videoludica dell'anno.
- GamePro lo definì il miglior gioco di ruolo del 1992.
- Game Informer lo definì il miglior gioco di ruolo del 1992.
- Game Players lo definì la miglior avventura per NES del 1992.
- Nell'agosto 2008, Nintendo Power lo inserì alla posizione numero 18 dei miglior giochi per NES della storia, lodandolo per la trama dall'intreccio innovativo per i tempi[11].
- Nel 2006, i lettori di Famitsū lo votarono quattordicesimo miglior videogioco della storia[12].
- IGN nominò il remake per Nintendo DS, miglior gioco di ruolo del 2008 disponibile per la suddetta console[13].

## Altre apparizioni
Il protagonista appare come terzo costume di "eroe" in Super Smash Bros. Ultimate.